# Ołeksandr Skrypnyk
Ołeksandr Mykołajowycz Skrypnyk, ukr. Олександр Миколайович Скрипник, ros. Александр Николаевич Скрипник, Aleksandr Nikołajewicz Skripnik (ur. 7 listopada 1958 w Odessie) – ukraiński piłkarz, grający na pozycji obrońcy, trener piłkarski.

## Kariera piłkarska

### Kariera klubowa
Wychowanek SDJuSzOR Czornomoreć Odessa. Pierwszy trener Ołeksandr Ruha. W 1975 został zaproszony do drużyny rezerw Czornomorca, a w 1978 rozpoczął karierę piłkarską w podstawowej jedenastce odeskiego klubu. W Czornomorcu występował przez 9 sezonów, a po spadnięciu klubu z Wyższej Ligi ZSSR odszedł do Kołosu Nikopol. W 1988 bronił barw Rotoru Wołgograd. W 1989 zakończył karierę piłkarską w klubie Krystał Chersoń.

## Kariera trenerska
Po zakończeniu kariery zawodniczej rozpoczął pracę szkoleniową. Od 1990 pomagał trenować rodzimy Czornomoreć Odessa. Po uzyskaniu niepodległości Ukrainy w 1992 została utworzona druga drużyna Czornomorca, do której został przeniesiony Skrypnyk. najpierw pomagał trenować, a podczas przerwy zimowej sezonu 1992/93 objął stanowisko głównego trenera drugiej drużyny Czornomorca. Od 1996 kariera trenerska Skrypnyka byłą związana z jego rodakiem Semenem Altmanem. Właśnie on zaprosił Skrypnyka do sztabu szkoleniowego Zimbru Kiszyniów. Po odejściu Altmana z mołdawskiego zespołu w sezonie 1999/2000 samodzielnie prowadził Zimbru. W 2000 powrócił do Czornomorca, w którym pracował na stanowisku asystenta trenera. We wrześniu 2001 objął stanowisko głównego trenera klubu i wywalczył z Czornomorcem awans do Wyższej Ligi. Ale początek sezonu w Wyższej Lidze był nieudanym, dlatego w październiku 2002 podał się do dymisji. Już wkrótce, w listopadzie 2002 zgodził się na propozycję Semena Altmana pomagać trenować Metałurh Donieck. Jednak po trzech miesiącach Altman i Skrypnyk opuściły Donieck i powróciły do Odessy, gdzie Altman poprowadził miejscowy Czornomoreć, a Skrypnyk został asystentem trenera. W 2007 kierował ponownie drugą drużynę Czornomorca, który występował w Amatorskiej lidze. W listopadzie 2008 próbował razem z Altmanem ratować od spadku Łucz-Energię Władywostok. Od czerwca pomaga Altmanowi trenować Tawrię Symferopol.

## Nagrody i odznaczenia

### Sukcesy trenerskie
- mistrz  Mołdawii: 2000
- wicemistrz  Ukraińskiej Pierwszej Ligi: 2001

### Odznaczenia
- tytuł Zasłużonego Trenera Mołdawii: 2000